# Säynäjälampi (sjö i Lappland)
Säynäjälampi är en sjö i Finland. Den ligger i kommunen Sodankylä i landskapet Lappland, i den norra delen av landet, 800 km norr om huvudstaden Helsingfors. Säynäjälampi ligger 184,8 meter över havet. Arean är 73,1 hektar och strandlinjen är 3,98 kilometer lång. Sjön  ingår i Kemi älvs huvudavrinningsområde. 